# Kaukojärvi (sjö i Finland)
Kaukojärvi är en sjö i Finland. Den ligger i kommunen Kankaanpää i landskapet Satakunta, i den sydvästra delen av landet, 210 km nordväst om huvudstaden Helsingfors. Kaukojärvi ligger 71,9 meter över havet. I omgivningarna runt Kaukojärvi växer i huvudsak blandskog. Arean är 87,2 hektar och strandlinjen är 13,19 kilometer lång. Sjön  ingår i Karvia å huvudavrinningsområde. 